# Kennedia macrophylla
Kennedia macrophylla är en ärtväxtart som först beskrevs av Meissner, och fick sitt nu gällande namn av George Bentham. Kennedia macrophylla ingår i släktet Kennedia och familjen ärtväxter. Inga underarter finns listade i Catalogue of Life.